# جزر مارشال للأبد
فوريفير مارشال آيلاندز أو جزر مارشال إلى الأبد (بالإنجليزية: Forever Marshall Islands)‏ هو النشيد الوطني الرسمي لجزر مارشال. كتب الكلمات الرئيس السابق أماتا كابوا، ولحن الكلمات الملحن الكوري غيل أوك-يون. أصبح هذا النشيد رسميًا عام 1991.

## الكلمات

### الكلمات المارشالية
Aelon eo ao ion lometo;
Einwot wut ko loti ion dren elae;
Kin meram in Mekar jen ijo ilan;
Erreo an romak ioir kin meram in mour;
Eltan pein Anij eweleo im woj;
Kejolit kij kin ijin jikir emol;
Ijjamin Ilok jen in ao lemoran;
Anij an ro jemem wonakke im kejrammon Aelin kein am.

### الترجمة العربية
جزيرتي (قلبي) تقع (يقع) وراء المحيط;
مثل إكليل من الزهور فوق البحر;
مع ضوء صانع (الصانع) من الأفق البعيد;
تلمع مع عبقرية إشعاعات الحياة;
خلق أبينا المدهش;
تركها لنا، أرضنا الأم;
لن أترك بيتي السعيد العزيز أبدًا;
ليحمي ويبارك إله أجدادنا جزر مارشال إلى الأبد.
ملاحظة : الكلمات بين الأقواس هي كلمات تغنى أحيانًا بدل الكلمات التي تسبقها